# Ana (profetisa)

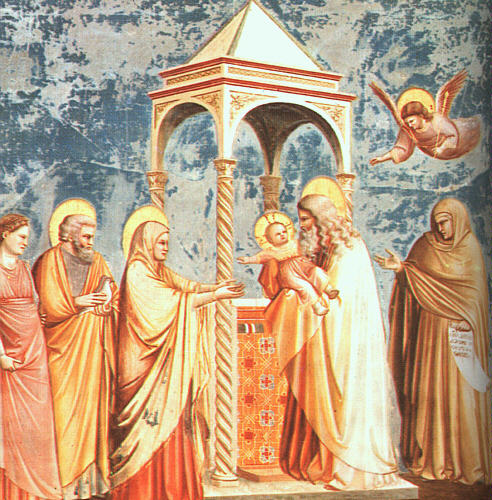
Escena de la presentación de Jesús en el Templo, obra de Giotto. Ana es el personaje de la derecha.

La profetisa Ana , (en hebreo: חַנָּה‎ o en griego antiguo: Ἄννα), anciana de la tribu de Aser, es un personaje bíblico mencionada en el Evangelio de Lucas. Considerada una santa dentro del cristianismo, se le conmemora en el santoral católico el 3 de febrero. 
Aparece en el Nuevo Testamento, en el momento de la presentación de Jesús en el Templo. A partir de ese momento habla del niño a todos los que esperan la liberación de Jerusalén, con lo que anuncia su importancia. 

## Pasaje del Nuevo Testamento
El pasaje donde aparece la profetisa Ana está en Lucas 2:36–38

Vivía entonces una profetisa llamada Ana, hija de Fanuel, de la tribu de Aser. Era de edad muy avanzada, había vivido con su marido siete años de casada 37 y había permanecido viuda hasta los ochenta y cuatro años, sin apartarse del Templo, sirviendo con ayunos y oraciones noche y día. 38 Y llegando en aquel mismo momento, alababa a Dios y hablaba de él a todos los que esperaban la redención de Jerusalén.

De estos tres versículos de Lucas, se sabe lo siguiente de Ana:
- Era una  profetisa.
- Era hija de Fanuel.
- Era miembro de la tribu de Aser.
- Enviudó después de siete años de matrimonio (no se nombra a su marido).
- Era una hebrea asherita devota que practicaba regularmente la  oración y el ayuno.

Lucas describe a Ana como "muy anciana". Muchas biblias y comentarios antiguos afirman que tenía 84 años.
El texto griego dice «καὶ αὐτὴ χήρα ὡς ἐτῶν ὀγδοηκοντατεσσάρων», generalmente traducido como «era viuda desde hacía ochenta y cuatro años»". El pasaje es ambiguo: podría significar que tenía 84 años, o que había sido viuda durante 84 años. Algunos estudiosos consideran que esta última opción es la más probable. En esta opción, no podría haberse casado antes de los 14 años, por lo que tendría al menos 14 + 7 + 84 = 105 años.

## Interpretación de la Iglesia católica
El testimonio de Ana es muy parecido al de Simeón. Si bien  Simeón esperaba la consolación de Israel, Ana esperaba la redención de Jerusalén. De esto resulta que el nacimiento de Cristo ha sido manifestado por tres clases de testigos y de tres modos distintos: en primer lugar, por los ángeles que lo anuncian; en segundo lugar, por los pastores tras la aparición de los ángeles; y, en tercer lugar, por Simeón y Ana, movidos por el Espíritu Santo. De la misma manera, quien como Simeón y Ana persevera en la piedad y en el servicio a Dios se convierte en instrumento apto del Espíritu Santo para dar a conocer a Cristo a los demás.

## Tradiciones eclesiásticas y veneración
La Iglesia Católica y la Iglesia Ortodoxa Oriental conmemoran a Ana como una santa, Ana la Profetisa. La Iglesia Ortodoxa Oriental considera a Ana y a el anciano Simeón como los últimos profetas del Antiguo Testamento y observa su fiesta el 3 de febrero / 16 de febrero como la synaxis , fiesta posterior a la Iglesia Católica, que sigue a la presentación de Jesús en el Templo, que la tradición ortodoxa llama El encuentro de nuestro Señor y Dios y Salvador, Jesucristo. Junto con  Simeón, la profetisa Ana se conmemora el 3 de febrero en el rito bizantino de la Iglesia Católica.
También su figura se dibuja en los iconos de la Presentación de Cristo, junto con el Santo Niño y la Virgen María, José y Simeón el Receptor de Dios. La tradición ortodoxa considera que Cristo se encontró con su pueblo, Israel, en las personas de estos dos, Simeón y Ana.